# ICE (anime)
Pour les articles homonymes, voir ICE.
ICE (アイス) est une série de 3 OAV parues au Japon en 2007 réalisée par Makoto Kobayashi.

## Synopsis
L'histoire se déroule en 2012 dans les ruines de Tōkyō, à la suite d'une catastrophe indéterminée ayant décimé l'humanité et l'ensemble de ses représentants masculins. Dans un monde sans espoir de reproduction, quelques groupes de femmes survivent.

## Personnages
Aoi (アオイ)
Voix japonaise : Tomomi Kasai (d'AKB48)
Julia (ジュリア, Juria)
Voix japonaise : Akira Ishida
Hitomi Aida (瞳, Hitomi)
Voix japonaise : Haruna Ikezawa
Hitomi Landsknecht (ヒトミ, Hitomi)
Voix japonaise :  Junko Minagawa
Kisaragi (キサラギ)
Voix japonaise : Yoshino Ōtori (en)
Mint (ミント, Minto)
Voix japonaise : Eri Kitamura
Murasaki (ムラサキ)
Voix japonaise : Natsuki Sato (AKB48)
Rinne (リンネ)
Voix japonaise : Yūko Ōshima (AKB48)
Satsuki (サツキ)
Voix japonaise : Kurumi Mamiya (en)
Usuha (ウスハ)
Voix japonaise : Yū Imai (AKB48)
Yuki Ice-T (ユキ, Yuki)
Voix japonaise : Erena Ono (AKB48)

## Liste des épisodes
| No | Titre français           | Titre japonais            | Titre japonais             | Date de 1re diffusion |
| No | Titre français           | Kanji                     | Rōmaji                     | Date de 1re diffusion |
| -- | ------------------------ | ------------------------- | -------------------------- | --------------------- |
| 1  | Jour 1: Cœur -HEART-     | 一日目：はと—ＨＥＡＲＴ   | Ichinichi Me: Hato -HEART- | 25 mai 2007           |
| 2  | Jour 2: Règle -RULE-     | 二日目：るる—ＲＵＬＥ     | Futsuka Me: Ruru -RULE-    | 27 juillet 2007       |
| 3  | Jour 3: Réponse -ANSWER- | 三日目：あさ—ＡＮＳＷＥＲ | Muika Me: Asa -ANSWER-     | 25 septembre 2007     |

## ICE from AKB48
Cinq des seiyū de la série font partie du groupe d'idoles japonaises AKB48 et forment pour l'occasion le sous-groupe ICE from AKB48 pour interpréter le thème d'ouverture de la série : Aisareru to iu Koto for ICE (アイサレルトイウコト for ICE).
Membres
- Tomomi Kasai
- Yūko Ōshima
- Erena Ono
- Natsuki Satō
- Yū Imai